# 原九造
原 九造（はら きゅうぞう、旧姓・水野、1882年〈明治15年〉11月1日 - 没年不明）は、日本の酒造家、会社役員、地主、広島県多額納税者。白島信用組合長。族籍は広島県平民。

## 経歴
広島県人・水野金之助の三男。1896年、先代百次郎の養子となり、1915年、家督を相続した。清酒酒造業を営み、広島県多額納税者であった。貴族院多額納税者議員選挙の互選資格を有した。祖先代々その醸造にかかる清酒の改善に余念がなかった。
名酒蓬莱鶴園の白露九星正宗等の醸造を見るに至った。大蔵省醸造協会主催全国酒類品評会、中国五県連合酒醤油品評会、広島県酒類品評会、台湾勧業共進会その他各博覧会共進会品評会に出品して悉く入選し金銀賞牌の受領数十幾回に達した。

## 人物
趣味は謡曲、書画。宗教は浄土真宗本願寺派。住所は広島市白島九軒町。

## 家族・親族
原家
原家は白島で累世酒造業を営み、第二世徳次郎、第三世百次郎を経て九造に至った。
- 養父・百次郎[3][11]
- 養母・ユキ（1870年 - ?、広島、水野金之助の四女）[3]
- 妻・テウ（1886年 - ?、広島、原精一の長女）[3]
- 女・金子（1913年 - ?、養子・幸夫の妻）[6]
- 養子・幸夫（1909年 - ?、広島、清酒醸造業・源田春七の三男[12]、商工省[5]、満州国政府勤務[6]）
- 孫[5]

親戚
- 養子・幸夫の兄・源田実[12]（海軍大佐、参議院議員）